# Pariana argentea
Pariana argentea là một loài thực vật có hoa trong họ Hòa thảo. Loài này được Hollowell & Davidse mô tả khoa học đầu tiên năm 1992.